# Municipio de Amsterdam
El municipio de Amsterdam (en inglés: Amsterdam Township) es un municipio ubicado en el condado de Hancock en el estado estadounidense de Iowa. En el año 2010 tenía una población de 799 habitantes y una densidad poblacional de 8,61 personas por km².

## Geografía
El municipio de Amsterdam se encuentra ubicado en las coordenadas 42°56′47″N 93°48′18″O / 42.94639, -93.80500. Según la Oficina del Censo de los Estados Unidos, el municipio tiene una superficie total de 92.79 km², de la cual 92,63 km² corresponden a tierra firme y (0,16 %) 0,15 km² es agua.

## Demografía
Según el censo de 2010, había 799 personas residiendo en el municipio de Amsterdam. La densidad de población era de 8,61 hab./km². De los 799 habitantes, el municipio de Amsterdam estaba compuesto por el 96,87 % blancos, el 0,88 % eran afroamericanos, el 0,63 % eran amerindios, el 0,25 % eran asiáticos, el 0,63 % eran de otras razas y el 0,75 % eran de una mezcla de razas. Del total de la población el 5,13 % eran hispanos o latinos de cualquier raza.